# Saint-Chamassy
Saint-Chamassy là một xã, nằm ở tỉnh Dordogne vùng Aquitaine của Pháp. Xã này có diện tích 15,6 km², dân số năm 2004 là 456 người. Xã nằm ở khu vực có độ cao trung bình 175 m trên mực nước biển.

## Thông tin nhân khẩu
| Năm    | 1962 | 1968 | 1975 | 1982 | 1990 | 1999 | 2004 |
| ------ | ---- | ---- | ---- | ---- | ---- | ---- | ---- |
| Dân số | 509  | 414  | 380  | 385  | 433  | 443  | 456  |